# Madla Vaculíková
Marie Vaculíková (25. listopadu 1925 Spešov – 16. ledna 2020 Dobřichovice), známá především pod jménem Madla, byla manželkou českého spisovatele Ludvíka Vaculíka a jako postava se objevuje v mnoha jeho knihách, především v Českém snáři. Byla autorkou dvou knih dopisů českému básníkovi a výtvarníkovi Jiřímu Kolářovi a ze svého vztahu s Vaculíkem, který jí býval často nevěrný, se zpovídala v knize rozhovorů s Pavlem Kosatíkem Já jsem oves.

## Osobní život
Narodila se ve Spešově u Blanska. Její maminka zemřela, když jí bylo sedm let. Vystudovala měšťanskou školu. Poté byla poslána do učení do Baťových závodů ve Zlíně, kde se seznámila s Ludvíkem Vaculíkem. Zde se starala o mládež. Po náletu na Zlín v roce 1944 přešla do závodu ve Zruči nad Sázavou. Poté pracovala jako vychovatelka v příhraniční oblasti ve Františkově, kam za ní přijel Ludvík Vaculík. V prosinci 1949 si Ludvíka Vaculíka vzala za muže. Postupně se jim narodili tři synové – Martin, Ondřej a Jan. V padesátých letech se věnovala zejména výchově dětí. Syn Martin emigroval do Francie.

## Profesionální život
Na počátku 60. let byla zaměstnána jako poslechářka pořadů Českého rozhlasu, na které psala hodnocení. Spolupodílela se na zavedení pořadu o antické knihovně. Stála u zrodu Klub spřízněných duší při divadle Semafor. Pomáhala organizovat debatní večery, na kterých vystupovali například Jaroslav Seifert, Jan Procházka, Vilém Stanovský aj. Pomáhala vydávat klubový zpravodaj, jehož poslední číslo vyšlo v prosinci 1971. Klub pod tlakem změnil název a Madla Vaculíková musela v roce 1972 v Klubu z politických důvodů ukončit činnost. Následně získala práci v manželské poradně ve Slezské ulici na pražských Vinohradech, kde zůstala až do důchodu, do kterého odešla v roce 1973. Nejprve byla zaměstnána jako administrativní pracovnice, později povýšila na vedoucí příjmu. Po Chartě 77 měla zakázáno být v místnosti s klienty sama.
Chartu 77 nepodepsala z důvodu ochrany rodiny, zajištění živobytí a pojištění pro děti i manžela. V Dobřichovicích, kde žila, hostila četné disidentské sešlosti.

## Dílo
- Seznam děl v Souborném katalogu ČR, jejichž autorem nebo tématem je Madla Vaculíková
- Drahý pane Kolář… Mladá fronta, Praha, 1994, ISBN 80-204-0487-2
- Drahý pane Kolář… Kniha druhá, 1993–1999. Mladá fronta, Praha 1999, ISBN 80-204-0823-1
- Pavel Kosatík a Madla Vaculíková: Já jsem oves: Rozhovor s Madlou Vaculíkovou. Dokořán, Máj, Praha 2002, ISBN 80-86569-35-7, ISBN 80-86643-03-4 (ukázka z knihy)